# Alto Piquiri
Alto Piquiri é um município do estado do Paraná, no Brasil. Sua população em 2010 era de 10 179 habitantes. A primeira denominação do território foi Conquista, crê-se que devido ao pioneirismo da época em que era área de floresta virgem. Algum tempo depois, foi nomeada de Reconquista e finalmente de Alto Piquiri. Como a sede do município se localiza no local mais alto do Vale Piquiri, sua denominação final foi de Alto Piquiri. Criado através da Lei Estadual nº 4 245 de 25 de julho de 1960 e instalado em 15 de novembro de 1961, foi desmembrado de Cruzeiro do Oeste.

## Distritos
Alto Piquiri possui 3 distritos: Paulistânia, Mirante do Piquiri e Saltinho do Oeste.

## Etimologia
A palavra Piquiri origina-se da língua tupi antiga e quer dizer "rio dos peixinhos". É uma referência ao rio Piquiri. Já o termo "Alto" deve-se à localização da sede do município em lugar elevado nas proximidades do dito rio, não muito longe de sua foz, não estando, portanto, nas cercanias de suas nascentes e contrariando, desse modo, a regra básica da denominação "Alto".

## História
Habitado por inúmeras etnias indígenas até o século XVII, o território alto-piquiriense foi ocupado a partir de então por padres jesuítas espanhóis, que buscavam catequizar os índios, notadamente os da região que margeia o rio Piquiri. No entanto, esta civilização jesuítica não floresceu, não restando nem ao menos ruínas da exuberante obra desenhada pelos catequistas.
A região só conheceria o progresso em meados do século XX, quando chegaram, à localidade, desbravadores com interesses de colonizar as cercanias.
A primeira denominação do atual município foi Reconquista, sendo dada por um punhado de obcecados pioneiros. Estes iniciais povoadores estavam à procura do lugar ideal para plantar e colher seus sonhos, e certamente o encontraram em Alto Piquiri.
Muitos moradores chegaram no ano de 1952. Dentre as famílias desse período, destacavam-se as de Altino de Campos, José Rodrigues do Prado (XARÁ),Família Mação, Luiz Ruaro,Familia Vieira (Chácara São Benedito),Rubens Arno Sella, João Marques da Silveira, Nelson Rodrigues Barbosa, João Enrique, Tadaham Kiminami, Fioravante Lucetti, Agenor Alves Bueno, Elias Volpato, João Volpato, Leonízio Volpato, João Soares, Ermínio Mário Piffer, Otaviano de Souza Freire, João Silveira Crispim, Luíz Fernandes Araújo, Benedito Fernandes de Araújo, Eutrópio Maciel de Andrade, João dos Santos e muitas outras.
Já no atual distrito de Mirante do Piquiri, destaca-se o pioneirismo de Valdomiro de Freitas e família, que habitaram o local no início da década de 1950.
O primeiro comerciante do lugar foi o senhor João Enrique; os irmãos Volpato se dedicaram ao beneficiamento da madeira; e se destacou na região a Cafeeira Alto Piquiri Ltda.
O que efetivamente atraiu este verdadeiro magote de gente foi a fertilidade do solo, já que, na época, o café, comumente chamado de "ouro verde", foi o responsável pelo surgimento de inúmeras cidades, fazendo a fortuna de muita gente.
Este fator deu lugar ao rápido crescimento econômico, permitindo que, em 11 de abril de 1958, através da lei estadual nº 3 638, fosse criado o distrito com a denominação de Alto Piquiri, com território pertencente ao município de Cruzeiro do Oeste.
Pela lei nº 4 245, de 25 de julho de 1960, sancionada pelo governador Moysés Lupion, foi criado o município de Alto Piquiri, desmembrado de Cruzeiro do Oeste.
A instalação deu-se no dia 15 de novembro de 1961. O primeiro prefeito municipal, nomeado, foi Aparício Teixeira D'Avila, e o primeiro eleito foi Nelson Rodrigues Barbosa.